# Championnats de France d'athlétisme 1970
Navigation
Championnats 1969 Championnats 1971
Les Championnats de France d'athlétisme 1970 ont eu lieu du 17 au 19 juillet 1970 au Stade Yves-du-Manoir de Colombes. Le décathlon se déroule les 8 et 9 août, toujours à Colombes alors que le pentathlon a lieu les 29 et 30 août 1970 à Pulversheim. 

## Palmarès
| Discipline        | Hommes              | Hommes          | Femmes               | Femmes       |
| ----------------- | ------------------- | --------------- | -------------------- | ------------ |
| 100 m             | Alain Sarteur       | 10 s 3          | Sylviane Telliez     | 11 s 6       |
| 200 m             | Gérard Fenouil      | 20 s 6          | Sylviane Telliez     | 23 s 6       |
| 400 m             | Jean-Claude Nallet  | 45 s 1          | Eliane Jacq          | 53 s 9       |
| 800 m             | Gilles Sibon        | 1 min 48 s 2    | Colette Besson       | 2 min 05 s 8 |
| 1 500 m           | Jean Wadoux         | 3 min 38 s 0    | Catherine Michaud    | 4 min 30 s 9 |
| 5 000 m           | René Jourdan        | 13 min 44 s 6   | -                    | -            |
| 20 km marche      | Jacques Arnoux      | 1 h 34 min 34 s | -                    | -            |
| 100 m haies       | -                   | -               | Jeanne Schoebel      | 13 s 7       |
| 110 m haies       | Guy Drut            | 13 s 6          | -                    | -            |
| 400 m haies       | Michel Montgermont  | 50 s 9          | -                    | -            |
| 3 000 m steeple   | Jean-Paul Villain   | 8 min 36 s 8    | -                    | -            |
| Saut en longueur  | Christian Tourret   | 7,72 m          | Odette Ducas         | 6,47 m       |
| Triple saut       | Alain Bourguignon   | 15,83 m         | -                    | -            |
| Saut en hauteur   | Jean-Paul Jeanneret | 2,06 m          | Evelyne Constans     | 1,75 m       |
| Saut à la perche  | Michel Ollivary     | 5,05 m          | -                    | -            |
| Lancer du poids   | Pierre Colnard      | 19,77 m         | Marie-Louise Parguel | 13,83 m      |
| Lancer du disque  | Michel Grosso       | 53,86 m         | Denise Brial         | 45,40 m      |
| Lancer du marteau | Jacques Accambray   | 65,10 m         | -                    | -            |
| Lancer du javelot | Lolésio Tuita       | 79,00 m         | Martine Bordet       | 46,66 m      |
| Décathlon         | Sylvio Hodos        | 7 196 pts       | -                    | -            |
| Pentathlon        | -                   | -               | Odette Ducas         | 4 689 pts    |